# Emma Stebbins
Emma Stebbins (Nueva York, 1 de septiembre de 1815 – Nueva York, 25 de octubre de 1882) fue una escultora estadounidense. Una de sus obras más conocidas es “The Angel of the Waters” (“El Ángel de las Aguas”) de 1873, también llamada “La fuente Bethesda”, localizada en la zona de Bethesda Terrace, en Central Park de Nueva York.

## Biografía
Stebbins nació en la ciudad de Nueva York, en el seno de una familia adinerada que le animó a estudiar arte desde pequeña. En 1857, su hermano Henry G. Stebbins (director de la Bolsa de Nueva York) le ayudó económicamente para viajar a Roma, a donde se mudó con la escultora Harriet Hosmer. Durante esa etapa, Stebbins fue alumna de John Gibson, un estudioso neoclasicista inglés. 
En Roma, Stebbins se implicó en el movimiento bohemio y feminista. Allí se declaró abiertamente lesbiana, algo que por entonces estaba peor aceptado en Nueva York que en Roma. Se enamoró de la actriz Charlotte Cushman, con quien inició una relación después de que esta rompiera con la actriz Matilda Hays. Por entonces, Stebbins y Cushman comenzaron a pasar tiempo con un grupo de artistas, entre las que se encontraban las también escultoras Edmonia Lewis y Harriet Hosmer.
En 1869, Cushman tuvo que ser tratada por un cáncer de pecho. Stebbins dedicó todo su tiempo a cuidarla, dejando de lado su trabajo durante los dos años siguientes. Tras la muerte de Cushman, en 1876, Stebbins no volvió a crear ninguna escultura nueva. Se dedicó hasta su muerte a editar la correspondencia de su pareja fallecida en la obra "Charlotte Cushman: sus cartas y recuerdos de su vida", en 1878. Stebbins murió en Nueva York en 1882, con 67 años.

## Trabajos

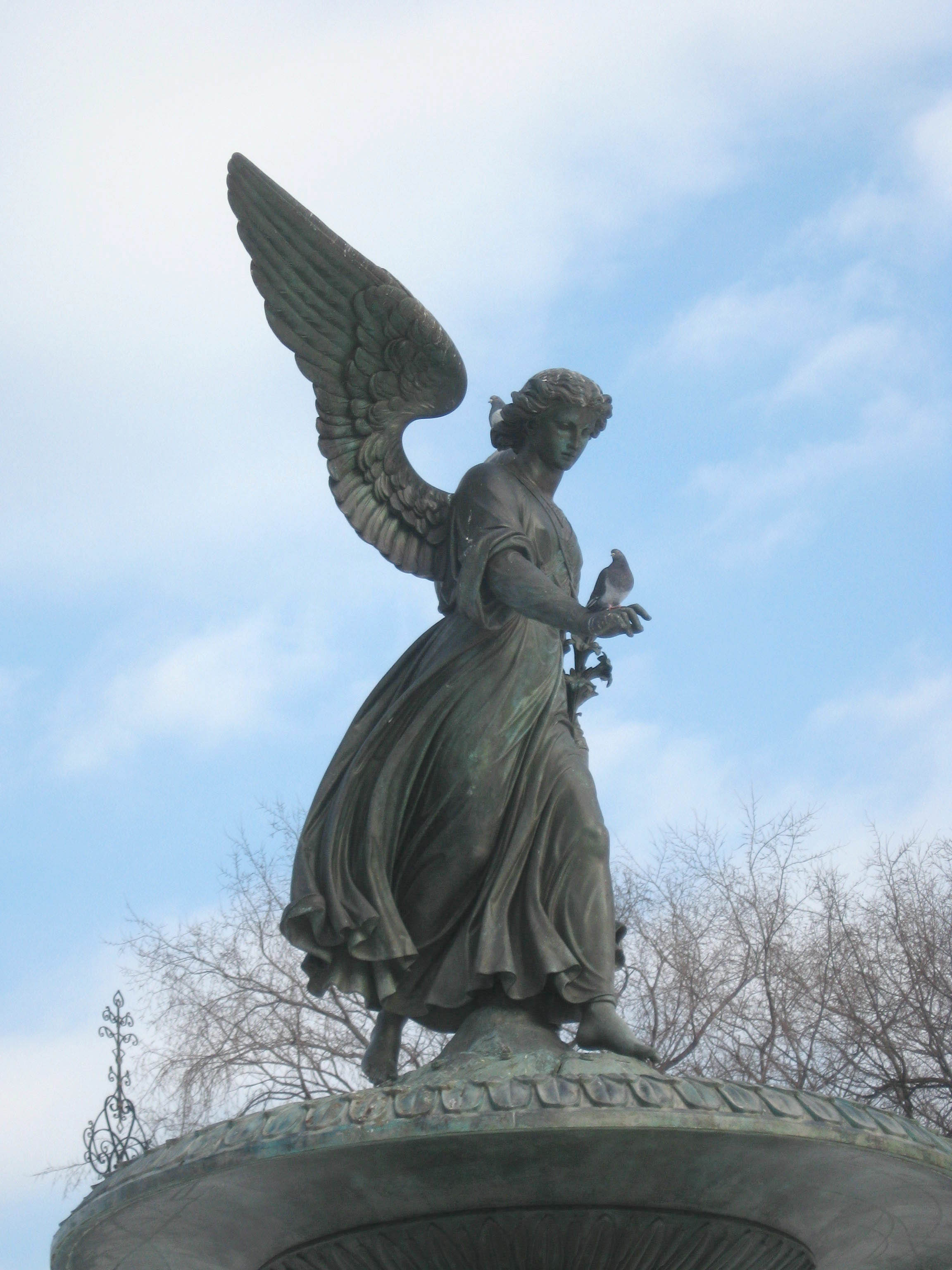
Ángel de las Aguas

La obra más famosa de Stebbins es "El Ángel de las Aguas" (1873), también conocido como "Fuente Bethesda", localizada en la zona de Bethesda Terrace de Central Park, en la ciudad de Nueva York. Según la historiadora especializada en Central Park, Sara Cedar Miller, Stebbins recibió el encargo gracias a la gran influencia de su hermano Henry, quien por entonces era Presidente de la Junta del parque. Henry estaba orgulloso del talento de su hermana y quería instalar muchas de sus obras en Central Park. "El ángel de las Aguas"  fue creado para celebrar el saneamiento de las agua del Acueducto Croton, completado en 1842. La fuente es considerada uno de los trabajos más impresionantes de la escultura americana del siglo XIX.
Uno de los primeros trabajos de Stebbins fue un busto retrato de Cushman, entre 1859 y 1860.
Su estatua en bronce del profesor Horacio Mann fue instalada a la salida de la Cámara de Representantes en Boston, en 1865.

## Legado
Casi toda la información que se tiene de Stebbins se debe a los esfuerzos de su hermana mayor, Mary Stebbins Garland, quién documentó la vida de su hermana póstumamente, en una biografía y un álbum de recortes. La biografía inédita se tituló "Notas sobre la vida artística de Emma Stebbins" ("Notes on the Art Life of Emma Stebbins") (1888). En el álbum de recortes, Garland recogió imágenes de los trabajos que su hermana creó entre 1857 y 1870 por orden cronológico, anotando los títulos y fechas de cada trabajo. Además, incluyó fotografías de Stebbins y de las personas que la habían apoyado durante su carrera (como su profesor Paul Akers, Henry Stebbins, y Charlotte Cushman), recortes de periódicos y notas biográficas manuscritas.
Emma Stebbins, su hermano Henry y otros miembros de la familia están enterrados en cementerio de Green-Wood de Brooklyn, Nueva York.
El 14 de junio de 2014, Stebbins fue incluida en el primer tour de temática gay del cementerio Green-Wood.

## Enlaces externos

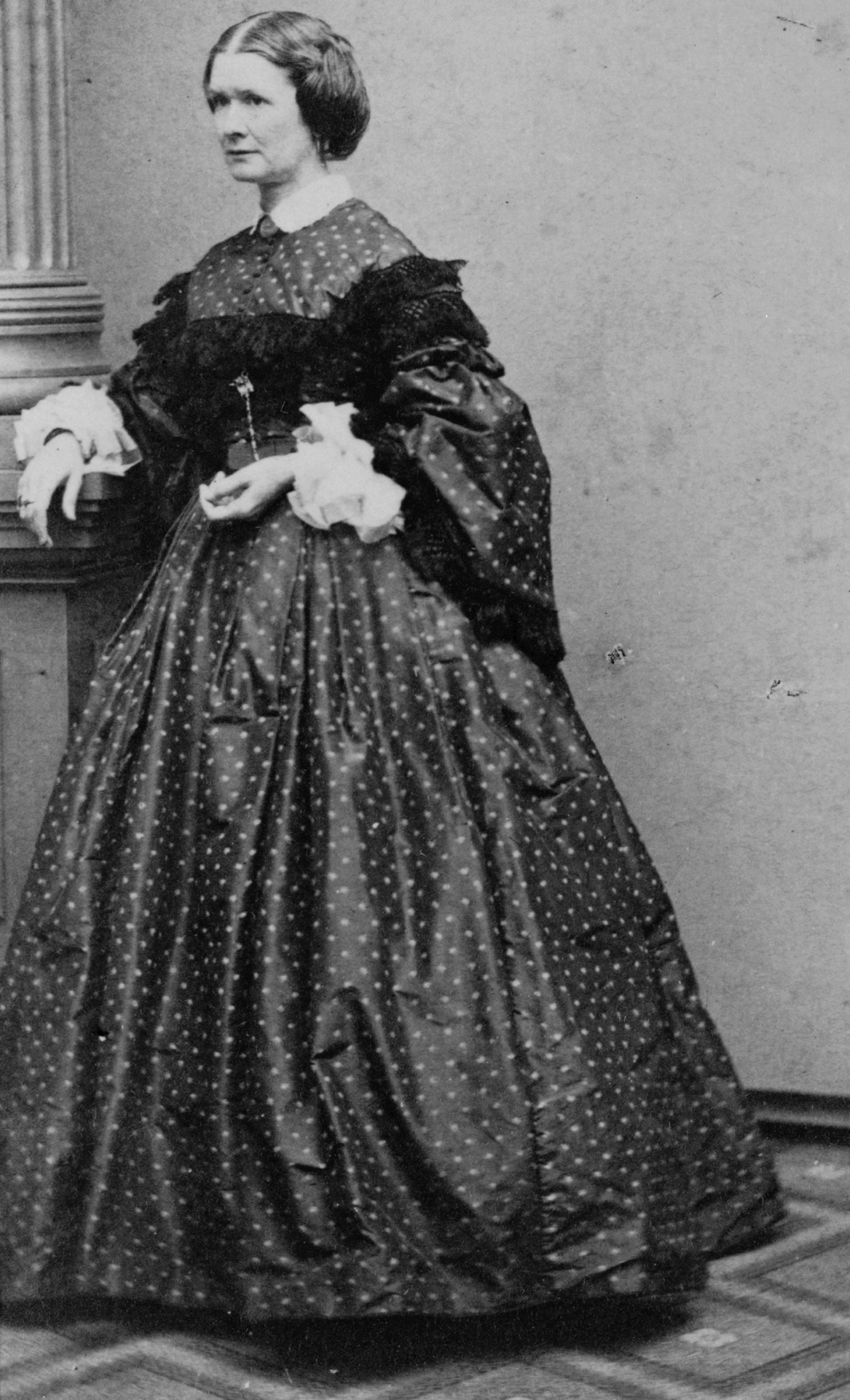
Emma Stebbins